# Даньковка (приток Серебряной)
Даньковка — река в Горноуральском городском округе и городском округе Нижний Тагил Свердловской области России. Левый приток Серебряной, впадает в неё в 69 км от устья. Длина реки — 12 км.

## География
Истоки реки на территории Горноуральского городского округа, на склонах горы Северская, основное течение и устье в городском округе «город Нижний Тагил». Река течёт на северо-запад по горному рельефу, огибая с севера гору Оленевка, и севернее её впадает в Серебряную. Уровень уреза воды в устье — 259 метров над уровнем моря.